# Lotería

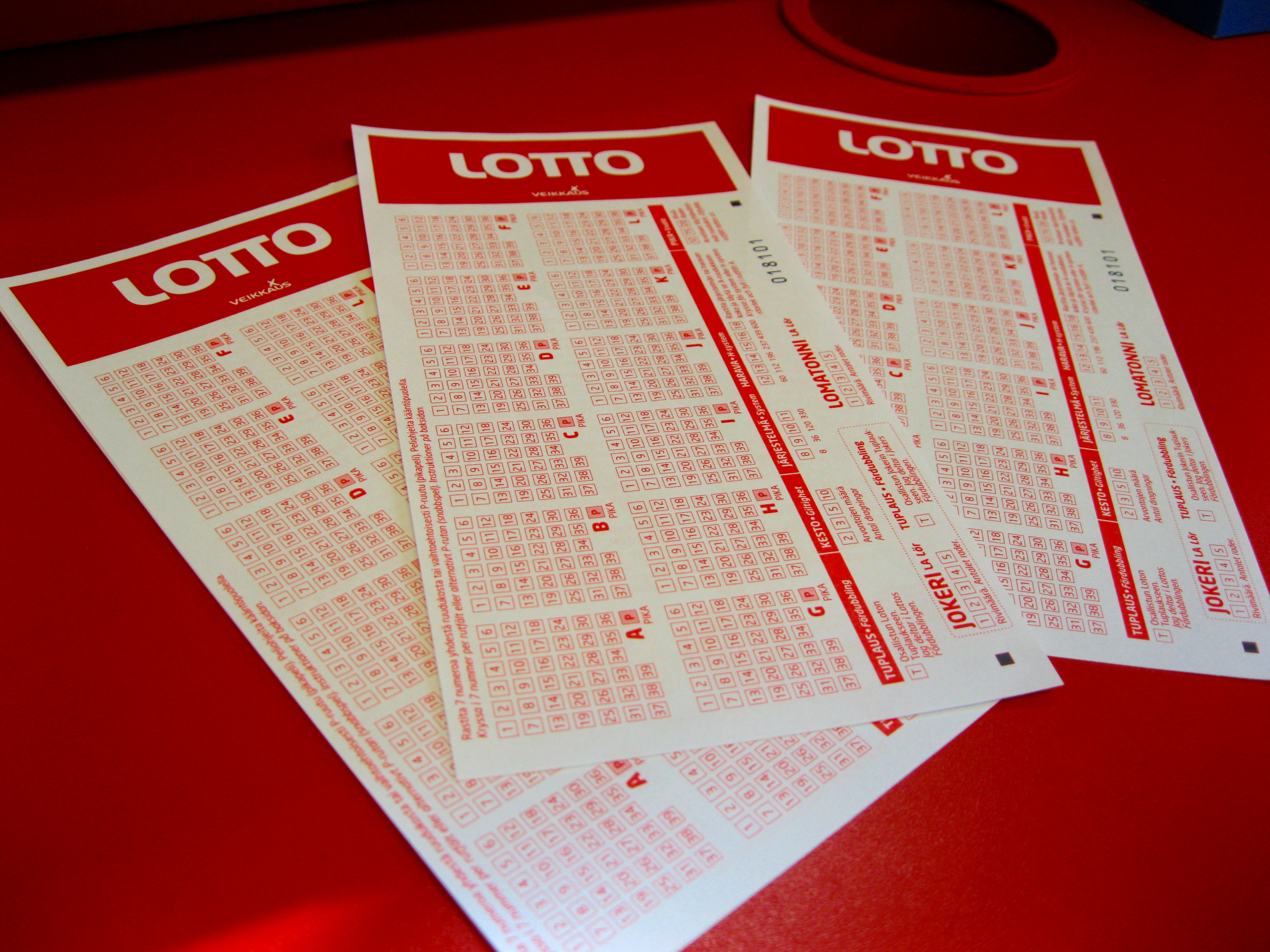
Billetes de lotería finlandeses.

Logotipo de la Lotería Nacional de España. Representa el bombo metálico donde se colocan las bolas para la celebración del sorteo.

La lotería o loto es un juego de apuestas que puede ser desarrollado de modo abierto al público mediante billetes y sorteos. El coleccionismo de billetes de lotería se denomina loterofilia.
Se supone que el nombre de lotería procede del sustantivo italiano lotta, que significa en castellano lucha, porque al parecer se establece una lucha entre el jugador, la suerte y los concurrentes: otros suponen que se deriva del alemán lot, que significa suerte, porque es lo que uno desea en la lotería y demás juegos de azar. Otra definición proviene del latín "loterus" que se usaba en referencia a la suerte de los individuos.

## Historia
La evidencia más antigua registrada de loterías son billetes keno en China bajo la Dinastía Han entre 205 y 187 a. C. Keno es un tipo de lotería que aún se juega en los casinos chinos de hoy en día. Hay evidencia de que esas loterías chinas antiguas fueron ingresos públicos que ayudaron a financiar la construcción de la Gran Muralla China.
Es tan antiguo este juego de azar que en la descripción de las saturnales de la Antigua Roma lo vemos ya usado por los romanos y se sospecha que éstos fueron sus inventores para hacer más agradables dichas fiestas mediante juegos de azar. Empezaban estas por una distribución gratuita de billetes a los convidados, que ganaban algún artículo de importancia o mérito en el caso de ser favorecidos por la suerte: lo que había escrito en los billetes se llamaba apophaneta. De orden de Augusto se hicieron extracciones con premios de poco valor, mientras Nerón, para halagar al pueblo mandó distribuir hasta mil billetes premiados diarios alguna vez con los cuales se podía hacer la fortuna de algunas familias. Heliogábalo inventó una lotería muy original y consistía en lotes de elevado precio combinados con lotes de muy poco valor: por ejemplo, doce esclavos y doce garbanzos, seis vasos de plata y seis de barro, una libra de fruta y una de oro. Parece que se debe la reaparición de este juego en la Europa moderna al monje Celestino Galiano, que floreció en el siglo XVIII y se dice que inventó otro juego llamado el loto, semejante al de la lotería.
Ya en la Edad Media europea se halla los primeros registros de lotería en los Países Bajos donde en el siglo XV autoridades municipales en Utrecht, Gante, y Brujas financiaban obras públicas mediante la venta de billetes al público para participar en sorteos diversos, y el primer sorteo público de loterías que se ha documentado ocurrió en Milán en enero de 1449 para financiar las campañas militares de la ciudad contra Venecia; por entonces en la República de Génova  existía la costumbre de echar a la suerte el nombre de los cinco senadores que debían ocupar ciertas plazas. El senado genovés estaba compuesto de noventa miembros y para el sorteo se metían en una caja cincuenta bolas, cinco de ellas marcadas, que eran las de los cargos vacantes. El público, que desconocía el nombre de los noventa senadores, hacía apuestas sobre los que pudieran ser los agraciados, las cuales eran objeto de verdadera especulación. Se autorizó a varios banqueros para verificar operaciones regulares, fundándose con tal motivo una lotería por vez primera en 1629 que en pocos años fue imitada en el resto de Italia.
Siguiendo el precedente italiano, en España se introdujo la lotería como monopolio estatal en 1763, mientras que en Francia, la lotería no nació hasta 1776, época en que se constituyó la lotería real bajo patrocinio del gobierno, que persistió después de la Revolución Francesa, fue utilizada por el Consulado, el Directorio y la época napoleónica hasta que fue abolida en 1836. Posteriormente, esta clase de juego se extendió por el resto de Europa y luego en América y el resto del mundo, primeramente bajo auspicio y garantía de los gobiernos en forma de monopolio estatal, y como medio de obtener fondos mediante la venta de billetes a un gran número de apostadores. A partir del siglo XX la lotería ha devenido en una industria a gran escala, que no limita sus fines a obtener rentas para el Estado, y cuyo sostenedor no solamente pueden ser autoridades públicas sino también empresas privadas sujetas a la regulación estatal en varios países.

## Lotería mediante billetes

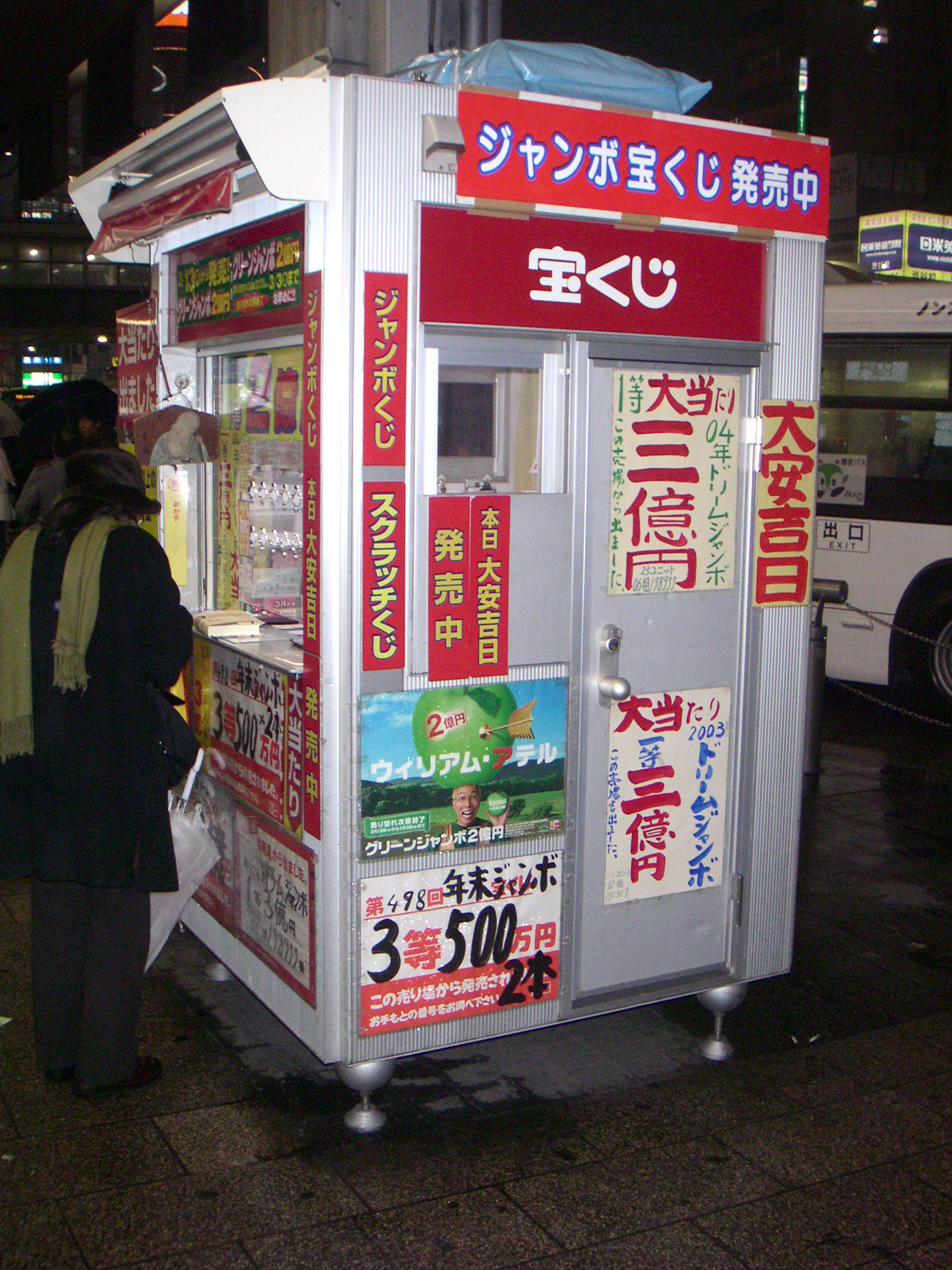
Quiosco de lotería en Tokio.

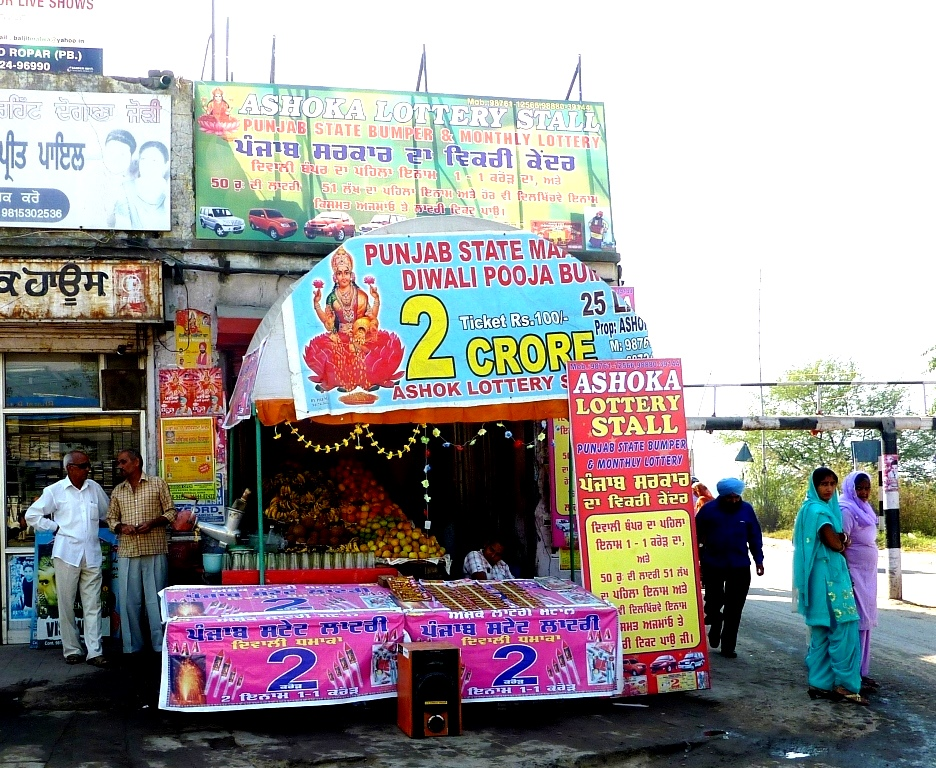
Venta de billetes de lotería en Rupnagar, India.

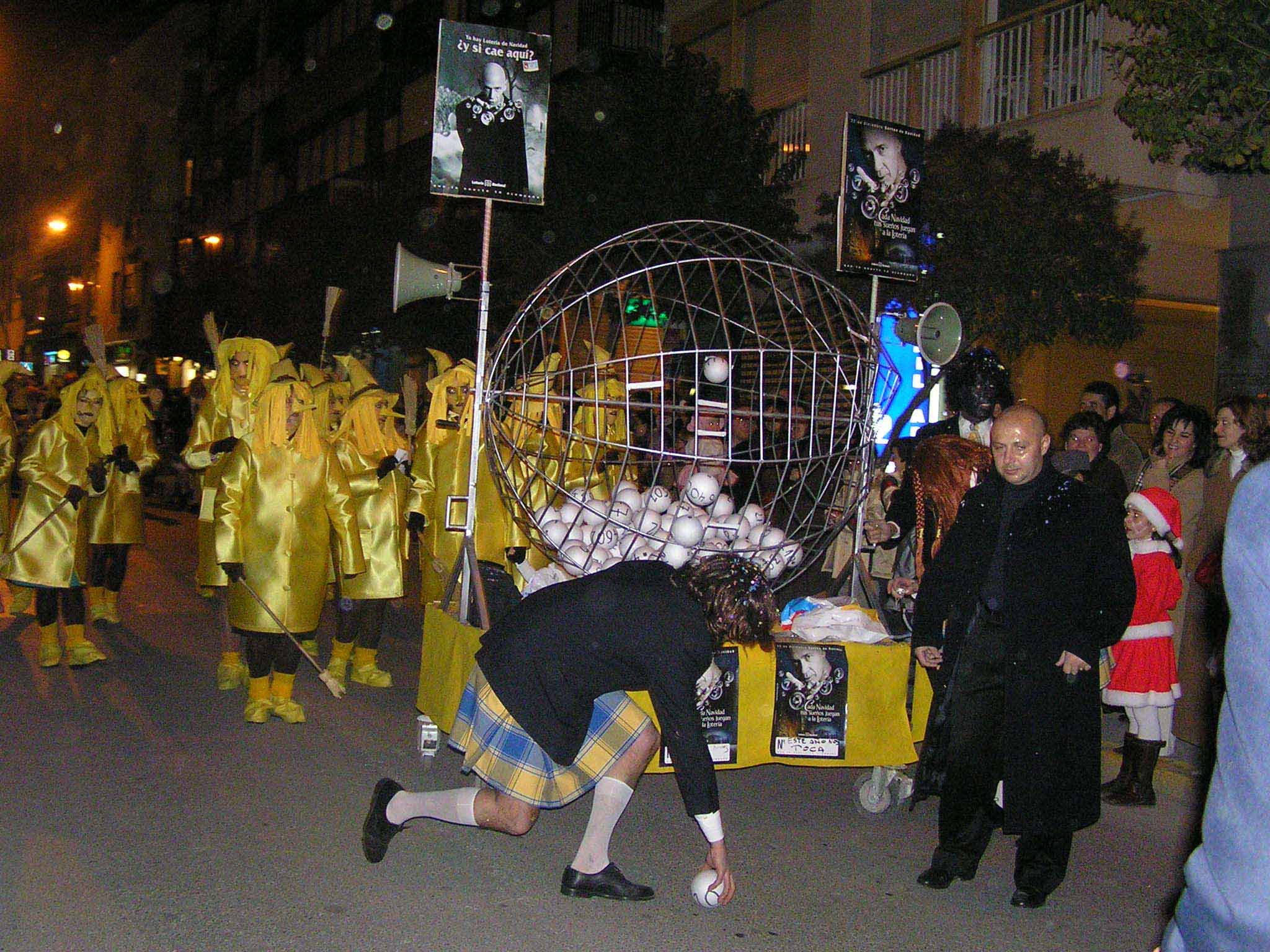
Pasacalles alegórico a la lotería, en España.

La lotería moderna es un juego de azar que consiste en acertar los números de un billete previamente comprado con los números extraídos de una tómbola o un recipiente que garantice que sean extraídos al azar. Los números de dicho billete pueden ya estar preimpresos o bien ser elegidos por las propias personas. El número de aciertos pueden ser todos o parte de los números del billete. Al ganador o ganadores se les entrega un premio en dinero o artículos valiosos. Por lo general si no hay ganadores para un sorteo el premio se acumula para el siguiente.
Algunas loterías ofrecen una apuesta aleatoria o automática.
La lotería fue originalmente un monopolio estatal, pero en muchos países ha perdido ese rasgo y puede ser una concesión regulada por las leyes; en estos casos suelen existir prohibiciones para que los particulares organicen juegos de lotería que no estén regulados o autorizados por normas estatales. Una parte de lo recaudado por la venta de los billetes de lotería en general es entregada a obras de beneficencia social o queda directamente en manos del Estado y es destinado a los gastos corrientes del mismo; de ahí que se diga que se trata de: "un impuesto voluntario". En este mismo orden fiscal, se ha detectado el frecuente uso de las loterías como instrumento de fraude fiscal.

## Análisis matemático
La compra de billetes de lotería no puede ser explicada por modelos de decisión basados en la maximización del valor esperado. La razón es que los billetes de lotería cuestan más que la ganancia esperada, como muestran las matemáticas de la lotería, por lo que alguien que maximice el valor esperado no debería comprar billetes de lotería. Sin embargo, las compras de lotería pueden explicarse mediante modelos de decisión basados en la maximización de la utilidad esperada, ya que la curvatura de la función de utilidad puede ajustarse para captar el comportamiento de búsqueda de riesgo. Los modelos más generales basados en funciones de utilidad definidas en cosas distintas de los resultados de la lotería también pueden explicar la compra de lotería. Además de los premios de lotería, el billete puede permitir a algunos compradores experimentar una emoción y entregarse a la fantasía de hacerse ricos. Si el valor del entretenimiento (u otro valor no monetario) que se obtiene jugando es lo suficientemente alto para un individuo determinado, la compra de un billete de lotería podría representar una ganancia de utilidad general. En tal caso, la desutilidad de una pérdida monetaria podría ser superada por la utilidad esperada combinada de la ganancia monetaria y no monetaria, haciendo así de la compra una decisión racional para ese individuo.

### Probabilidad de ganar
| 6 | 1 en 13.983.816 |
| 5 | 1 en 54.201     |
| 4 | 1 de cada 1.032 |
| 3 | 1 en 57         |
| 2 | 1 en 7,6        |
| 1 | 1 en 2.4        |
| 0 | 1 en 2.3        |

Las probabilidades de ganar un premio mayor de lotería pueden variar ampliamente dependiendo del diseño de la lotería, y están determinadas por varios factores, incluyendo el recuento de números posibles, el recuento de números ganadores extraídos, si el orden es o no significativo, y si los números extraídos se devuelven para la posibilidad de un nuevo sorteo.
En un lotto 6 de 49 simple, un jugador elige seis números del 1 al 49 (no se permiten duplicados). Si los seis números del boleto del jugador coinciden con los del sorteo oficial (independientemente del orden en que se hayan extraído los números), el jugador es el ganador del premio mayor. En este tipo de lotería, la probabilidad de ganar el premio mayor es de 1 entre 13.983.816.
En las loterías con bola extra, en las que la bola extra es obligatoria, las probabilidades suelen ser aún menores. En la lotería multiestatal Mega Millones de Estados Unidos, se extraen 5 números de un grupo de 70 y 1 número de un grupo de 25, y el jugador debe acertar las 6 bolas para ganar el premio gordo. La probabilidad de ganar el premio mayor es de 1 entre 302.575.350. Sin embargo, a partir de abril de 2025, la lotería Mega Millions introducirá cambios importantes, entre los cuales figura la mejora en las probabilidades de ganar cualquier premio (incluido el premio mayor que se estima tendrá un probabilidad de ser ganado de alrededor de 1 entre 290.000.000).
Las probabilidades de ganar también pueden reducirse aumentando el grupo del que se extraen los números. En la SuperEnalotto de Italia, los jugadores deben acertar 6 números de 90. La probabilidad de ganar el premio mayor es de 1 entre 622.614.630.
La mayoría de las loterías dan premios menores por acertar sólo algunos de los números ganadores, con un premio menor por menos aciertos. Aunque ninguno de estos premios adicionales afecta a las posibilidades de ganar el premio mayor, sí mejoran las probabilidades de ganar algo y, por tanto, añaden un poco al valor del billete.

## Lotería mediante cartones y barajas
Consiste en un grupo de barajas con figuras determinadas y con varios cartones que contienen un número determinado de éstas figuras ordenado al azar (ej. 9, 12, 18). Los jugadores toman cartones y uno de ellos además, previo a haber revuelto perfectamente el mazo, va sacando una a una las barajas y dando su nombre, a esto se le llama en México, "cantar las barajas" o "echar la baraja" o simplemente "cantarlas" o "echarlas". A medida que se van "cantando" las barajas los jugadores apuntan en sus cartones las que van teniendo. Gana el primero que llene un cartón, es decir que todas las figuras de este hayan salido y el jugador se haya dado cuenta, pues si no se dice que "se le pasaron" y el juego continúa hasta que se dé cuenta o alguien más llene su cartón. Es común que existan metas intermedias como el primero que logra una figura al centro del cartón (en caso de que este tenga una figura central ej. cartones de 3x3 o 5x5 figuras), a esto se le llama "Bolazo" y otras metas intermedias pueden ser para el primero en lograr "cuatro esquinas" o "raya" en un cartón particular.
Es común que este juego se juega con dinero, para lo cual se fija una cooperación por cartón y el monto de los premios del bolazo, la raya y las cuatro esquinas, en caso de que se decida que existan además de que el resto del dinero recolectado por los cartones utilizados luego de pagar los premios anteriores es para el ganador.

## Estafas y fraudes
Las loterías, como cualquier otra forma de juego, son susceptibles de fraude, a pesar del alto grado de escrutinio alegado por los organizadores. Existen numerosas estafas de lotería.
Algunas estafas de anticipos en Internet se basan en loterías. El fraude comienza con un spam en el que se felicita al destinatario por haber ganado recientemente la lotería. En el correo electrónico se explica que, para liberar los fondos, el destinatario del correo electrónico debe aportar una determinada cantidad (en concepto de impuestos/cuotas) según las reglas o se arriesga a la confiscación.
Otra forma de estafa consiste en la venta de "sistemas" que pretenden mejorar las posibilidades de un jugador de seleccionar los números ganadores en un juego de Lotto. Estas estafas se basan generalmente en la incomprensión del comprador (y tal vez del vendedor) de la probabilidad y los números aleatorios. Sin embargo, la venta de estos sistemas o programas es legal, ya que mencionan que el producto no puede garantizar una ganancia, y mucho menos un premio mayor.
También se han dado varios casos de cajeros de loterías que han intentado estafar a los clientes. Algunos establecimientos exigen que el cliente entregue el billete de lotería al cajero para determinar cuánto ha ganado, o si ha ganado algo, y el cajero escanea el billete para determinar uno de los premios o ambos. En los casos en que no hay ninguna indicación visible o audible para el cliente del resultado del escaneado, algunos cajeros han aprovechado la oportunidad para afirmar que el billete es perdedor o que vale mucho menos de lo que vale y se ofrecen a "tirarlo" o sustituirlo subrepticiamente por otro billete. El cajero se embolsa entonces el billete y finalmente lo reclama como suyo.
La serie de televisión de la BBC The Real Hustle mostraba una variación de la estafa de la lotería en la que un grupo de estafadores fingía haber ganado una lotería, pero se les impedía reclamar el premio porque la persona que escribió el nombre en el reverso del boleto estaba supuestamente fuera del país en esa fecha. Consiguieron convencer a un desconocido de que pusiera dinero como garantía para poder participar en el premio.
En algunas ocasiones, el propio sorteo de la lotería se ha visto comprometido por estafadores. El escándalo de la Lotería de Pensilvania de 1980 implicó la ponderación de bolas en The Daily Number. En el escándalo de fraude de Hot Lotto se añadió un código de software al generador de números aleatorios de Hot Lotto que permitía a un estafador predecir los números ganadores en días concretos del año.
En 2003, Mohan Srivastava, un canadiense estadístico geólogo, encontró patrones no aleatorios en los boletos de "Tic-Tac-Toe" vendidos por la Ontario Lottery and Gaming Corporation. "Tic-Tac-Toe" fue retirado de las estanterías y se convirtió en el primer juego retirado por la OLG.

## La lotería en España
El año 1763, reinando Carlos III y siendo su ministro el Marqués de Esquilache, se estableció en Madrid la Real lotería primitiva o antigua en beneficio de varios establecimientos piadosos, habiéndose celebrado su primer sorteo el día 10 de diciembre de aquel año.
Por un real decreto de 30 de septiembre de 1763, se estableció en la villa de Madrid, a imitación de la corte de Roma y otras, la primera lotería, o sea la extracción de unos números a favor de los hospitales, hospicios y otras obras pías, bajo las seguridades, método y reglas que se creyeron conducentes e imprimieron para gobierno de los empleados.
En 20 de julio de 1763 por resolución de Carlos III y circular del Consejo de 23 de agosto del siguiente año, se prohibió el establecimiento de ofertas extranjeras en España en atención a haberse introducido abusivamente en varias ciudades y pueblos billetes de varias de ellas que se beneficiaban y despachaban en el reino, para evitar la exportación del numerario bajo la pena de 500 ducados (5,500 rs.) por la primera vez a cada infractor, dividida entre el denunciador, juez y fisco por iguales partes; por la segunda la pena doblada y por la tercera, cuatro años de presidio además de los 1000 ducados de multa.
En España solo hay 4 empresas que están oficialmente autorizadas a vender billetes de lotería. Estos incluyen la ONCE, Loterías y Apuestas del Estado y Cruz Roja; la Entidad Autónoma de Juegos y Apuestas catalana hace lo propio para Lotería de Cataluña.
- Lotería Nacional de España
- Lotería Primitiva de España
- Organización Nacional de Ciegos Españoles
- Bonoloto
- Lotería EuroJackpot (Europa)
- Lotería EuroMillones (Europa)

## La lotería en Norteamérica

### Estados Unidos
- Lotería de California
- Lotería de la Florida
- Lotería de Nueva Jersey
- Lotería de Texas
- Powerball

### México
- Lotería Nacional de México

## La lotería en Centroamérica y Sudamérica

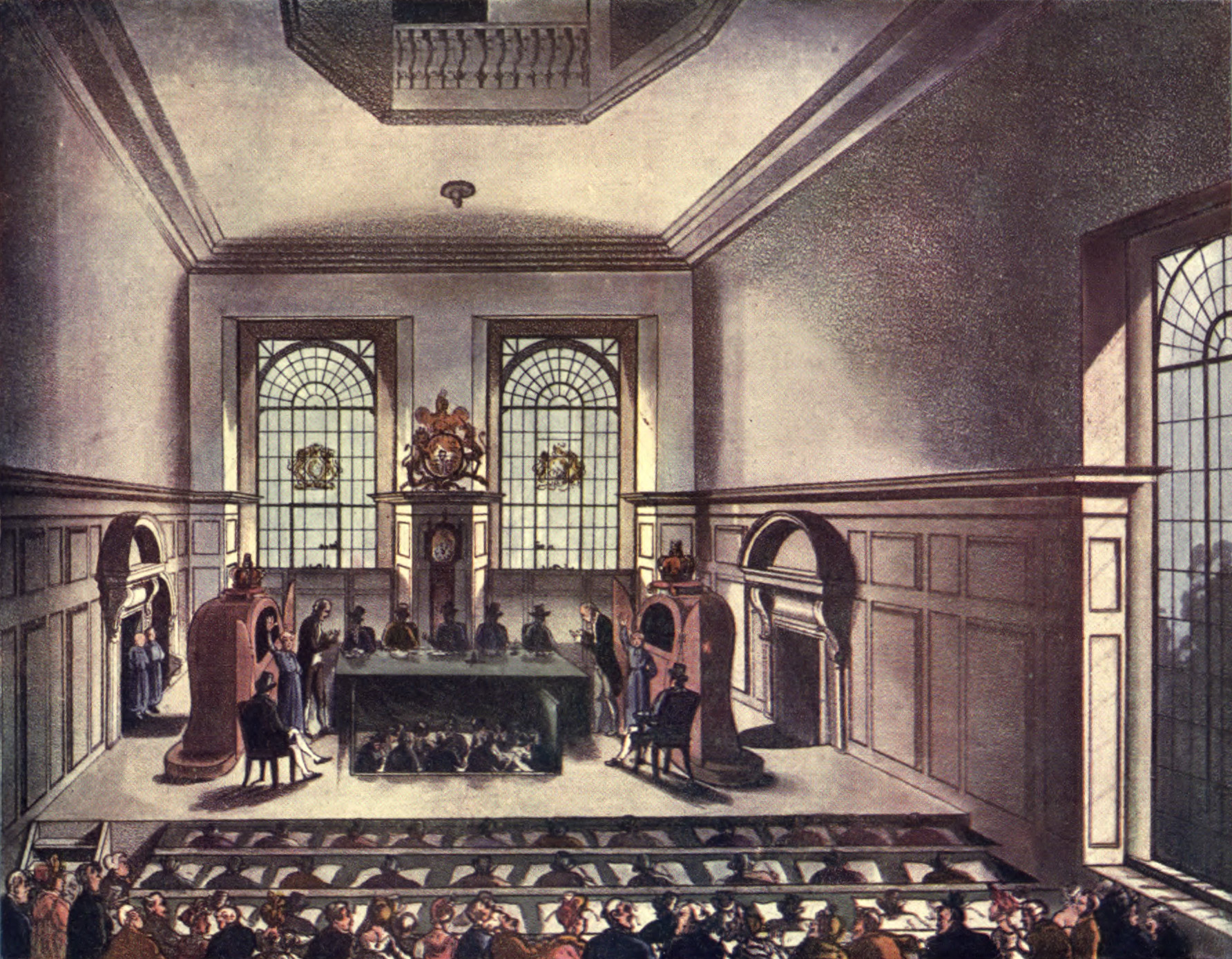
Sorteo de lotería de 1809 en Londres.

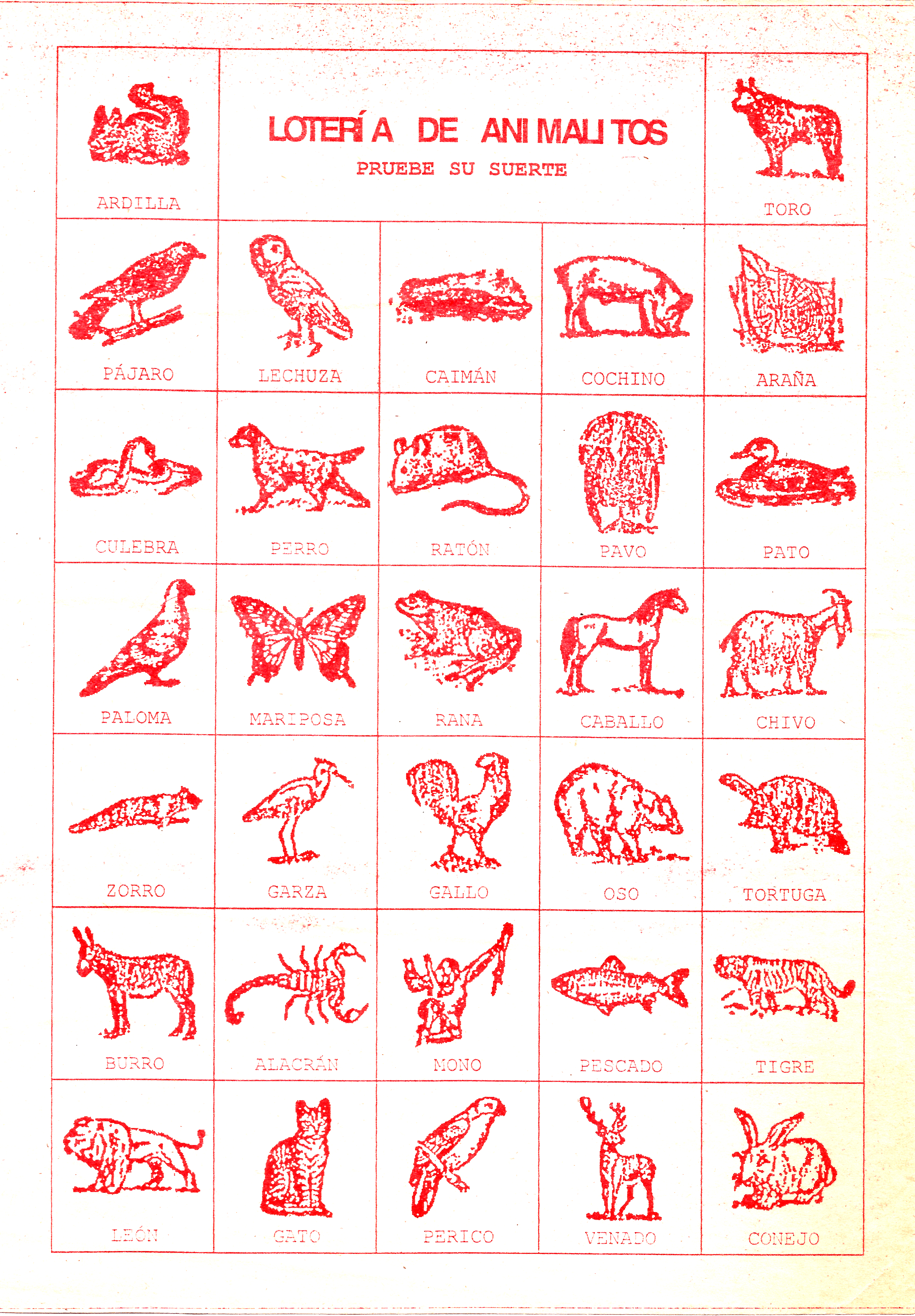
Cartón de "lotería de animalitos", oriente de Venezuela.

### Argentina
- Lotería de Santa Fe[18]
- Loto Plus[19]
- Telekino[20]

### Chile
- Lotería de Concepción
- Polla Chilena de Beneficencia

### Colombia
- Baloto [21]
- Extra de Colombia[21]
- Lotería de Bogotá[22]
- Lotería de Boyacá[23]
- Lotería del Cauca[24]
- Lotería de la Cruz Roja[25]
- Lotería de Cundinamarca[26]
- Lotería del Huila[27]
- Lotería de Manizales[28]
- Lotería de Medellín[29]
- Lotería del Meta[30]
- Lotería del Quindío[31]
- Lotería de Risaralda[32]
- Lotería de Santander[33]
- Lotería del Tolima[34]
- Lotería del Valle[30]

### Ecuador
- Lotería Nacional

### El Salvador
- Lotería Nacional de Beneficencia

### Nicaragua
- Lotería Nacional de Nicaragua

### Panamá
- Lotería Nacional de Beneficencia (Panamá)

### Paraguay
- Lotería Nacional del Paraguay

### Perú
- Tinka (Perú)
- Kábala (Perú)
- Gana Diario (Perú)

### Puerto Rico
- Lotería de Puerto Rico

### República Dominicana
- Lotería Nacional
- Lotería Leidsa
- Lotería Loteka
- Lotería Real
- Lotería Lotedom
- Lotería La Primera

### Uruguay
- Lotería Uruguaya
- Quiniela
- La Tómbola
- 5 de oro
- La Raspadita (boletos físicos), e-raspadita (boletos electrónicos)

### Venezuela
- Lotería del Táchira
- Lotería de Caracas
- Lotería del Zulia
- Lotería de Oriente
- Lotería Internacional de Margarita
- Lotería de Los Llanos
- Lotería de Aragua
- Lotería de Carabobo
- Lotería de Animalitos entre ellos, el más popular es Lotto Activo